# 아루나 샨바우그 사건
아루나 람찬드라 샨바우그(Aruna Ramchandra Shanbaug, 1948년 6월 1일 ~ 2015년 5월 18일)는 인도의 간호사로, 성폭행으로 인해 42년 간 식물 인간 상태에 빠진 후 안락사에 대한 법정 소송으로 세간의 주목을 받았다.
1973년 뭄바이 파렐에 위치한 킹 에드워드 메모리얼 병원에서 수련 간호사로 일하던 샨바우그는 병실 청소부 소한랄 바르타 왈미키에게 성폭행을 당했고, 그로 인해 식물인간상태에 빠지게 되었다. 샨바우그가 그 상태로 37년을 보낸 후인 2011년 1월 24일, 인도 연방 대법원은 언론인 핑키 비라니의 안락사 청원에 응하여 그녀를 진찰하기 위한 의료 자문단을 준비했다. 법원은 2011년 3월 7일 청원을 각하하였다. 그러나 이 역사적 판결을 통해, 인도는 소극적 안락사를 허용하게 되었다.
샨바우그는 42년 간 식물 인간 상태로 지내다 2015년 5월 18일 폐렴으로 사망하였다.

## 피해자
아루나 샨바우그는 1948년 인도 카르나타카 주 우타르칸나다 할디푸르에서 태어났다. 그녀는 뭄바이의 킹 에드워드 메모리얼 병원(KEM)에서 간호사로 근무하였다. 범행 당시, 그녀는 같은 병원의 의사와 약혼한 상태였다.

## 범행
1973년 11월 27일 밤, 샨바우그는 킹 에드워드 메모리얼 병원에서 청소부 소한랄 바르타 왈미키에게 성폭행을 당했다. 소한랄은 그녀가 병원 지하실에서 옷을 갈아입을 때 범행을 저질렀다. 그는 쇠사슬로 그녀의 목을 조르고 항문 성교를 시도했다. 샨바우그는 질식으로 인해 뇌로 가는 산소가 차단되면서 뇌줄기 좌상, 경부 척수 손상, 피질맹의 피해를 입었다. 그녀는 다음날 오전 7시 45분 다른 청소부에 의해 발견되었다.
경찰에서는 사건을 강도와 살인 미수로 기록하였는데, KEM 병원장 데시판데의 지시로 의사들이 항문 강간을 은폐했기 때문이었다. 이 지시는 샨바우그를 사회적 거절로부터 보호하기 위해서, 또는 임박한 그녀의 결혼에 끼치는 영향을 피하고자일 것으로 추정된다.

## 간호사 파업
범행 이후, 뭄바이의 간호사들은 샨바우그의 상황과 자신들의 근무 환경에 대한 개선을 요구하며 파업을 단행했다. 1980년대, 뭄바이 시 자치 단체(BMC)는 7년 간 KEM 병원 침대에 누워있던 샨바우그를 밖으로 빼내기 위해 두 번의 시도를 하였다. KEM 간호사들이 항의에 착수하자 BMC는 계획을 포기하였다.

## 대중문화
1998년 핑키 비라니가 사건에 대해 쓴 《아루나의 이야기》라는 논픽션 책이 출판되었다. 두타쿠마 데사이는 마라티어 연극 Katha Arunachi의 극본을 1994~95년에 썼다. 이 연극은 대학을 통해 상연된 후 2002년 비나이 아프테가 공연하였다.
1985년 출판된 구자라트어 소설 Jad Chetan은 인기 작가 하키산 메흐타가 아루나 샨바우그 사건을 토대로 쓴 것이다.
아누몰은 2014년 말라얄람어 영화 Maram Peyyumbol에서 아루나를 연기하였다.